# روسلان ژاپاروف
 روسلان ژاپاروف (به روسی: Руслан Кайратович Жапаров، زاده ۲۷ مه ۱۹۹۶) تکواندوکار سنگین وزن اهل قزاقستان است. وی نماینده قزاقستان در مسابقات تکواندو وزن ۸۰+ کیلوگرم مردان در المپیک تابستانی ۲۰۱۶ بود. وی در دور یک شانزدهم از رادیک عیسایف آذربایجانی و در شانس مجدد از چا دونگ-مین از کره جنوبی شکست خورد و حذف شد. ژاپاروف پرچم‌دار قزاقستان در طول رژه ملل بود.
او در سال ۲۰۱۸، یک نشان برنز در بازی‌های آسیایی و یک نشان نقره در مسابقات تکواندو قهرمانی آسیا بدست آورد.